# Kentarō Nakamoto

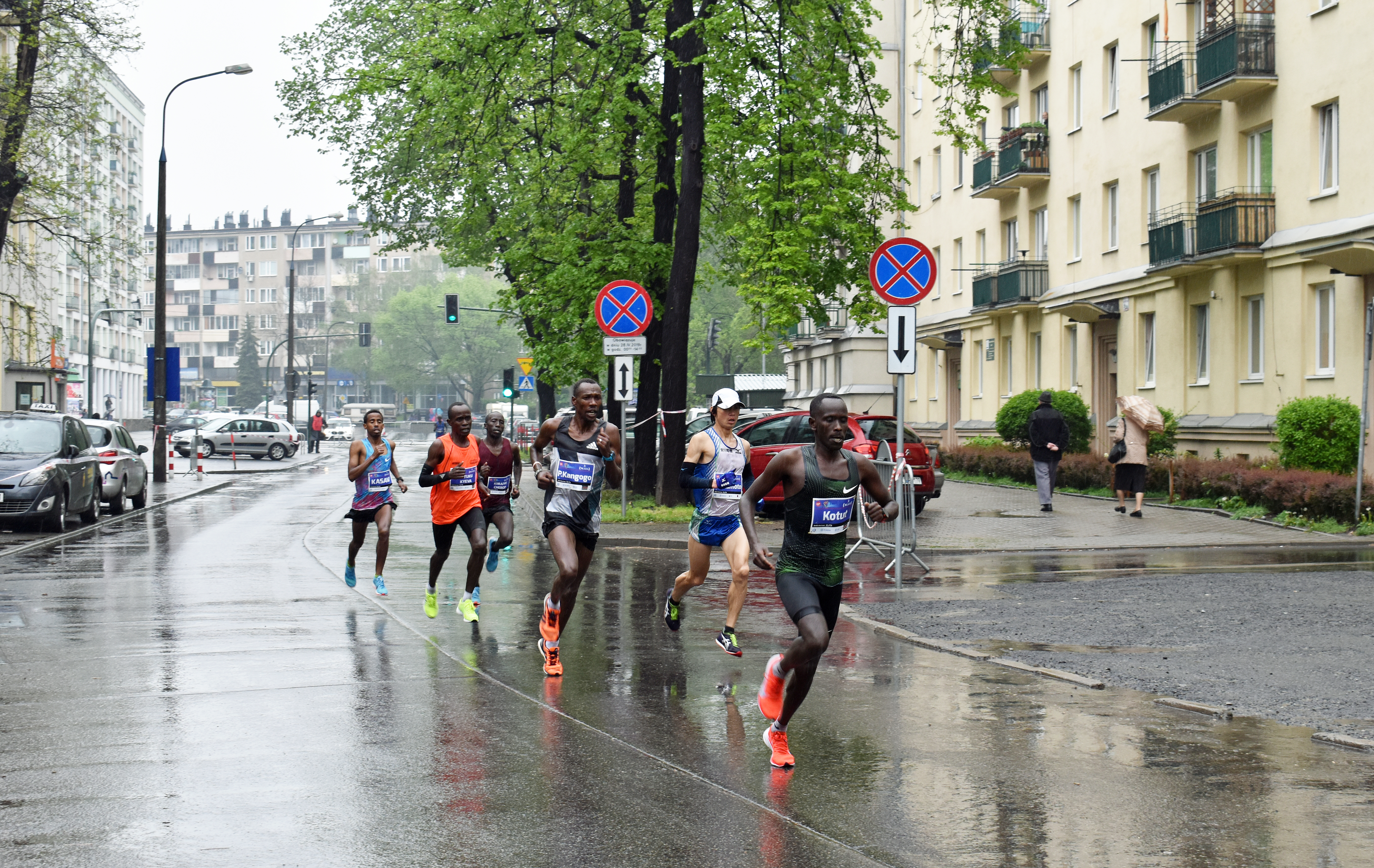
18. PZU Cracovia Maraton 2019. Drugie miejsce.

Kentarō Nakamoto (jap. 中本健太郎 Nakamoto Kentarō; ur. 7 grudnia 1982 w Shimonoseki) – japoński lekkoatleta specjalizujący się w biegach długich.

## Osiągnięcia
| Rok  | Impreza              | Miejsce | Konkurencja | Lokata      | Wynik   |
| ---- | -------------------- | ------- | ----------- | ----------- | ------- |
| 2011 | Mistrzostwa świata   | Daegu   | maraton     | 10. miejsce | 2:13:10 |
| 2012 | Igrzyska olimpijskie | Londyn  | maraton     | 6. miejsce  | 2:11:16 |
| 2013 | Mistrzostwa świata   | Moskwa  | maraton     | 5. miejsce  | 2:10:50 |
| 2017 | Mistrzostwa świata   | Londyn  | maraton     | 10. miejsce | 2:12.41 |

## Rekordy życiowe
- Bieg na 5000 metrów – 14:04,31 (2011)
- Bieg na 10 000 metrów – 28:54,59 (2012)
- Półmaraton – 62:29 (2009)
- Maraton – 2:08:35 (2013)